# Vitalij Moskalenko
Vitalij Moskalenko (6 ottobre 1954) è un regista sovietico, dal 1991 russo.

## Filmografia parziale

### Regista
- Kitajskij serviz (1999)
- Orlova i Aleksandrov (2015)